# Gutshaus Nasse Straße 14
Das Gutshaus Nasse Straße 14 (auch Gutshaus Wellen oder Gutshaus Von der Hellen) in der niedersächsischen Gemeinde Beverstedt, Ortsteil Wellen, im Landkreis Cuxhaven, stammt aus der zweiten Hälfte des 19. Jahrhunderts. Aktuell (2024) wird es als Wohnhaus genutzt.
Das Gebäude steht unter Denkmalschutz (siehe auch Liste der Baudenkmale in Beverstedt).

## Geschichte
Das zweigeschossige traufständige verputzte Gebäude mit Mezzanin, pfannengedecktem Satteldach mit Freigespärre und dem dreigeschossigen mittleren Giebelrisalit zur Hofseite wurde 1866 (Bauakte) nach Plänen von Dieterich Nicolaus C. von der Hellen gebaut. Es steht am nördlichen Grundstücksrand, weit von der Straße zurückversetzt und wird von den verklinkerten Wirtschaftsgebäuden umrahmt. Das Haus hat nach Westen eine Veranda und nach Osten den Eingangsvorbau mit Treppe. Ein polygonaler zweigeschossiger Standerker steht an der Westfassade. Die Fassaden haben einfache Backsteinschmuckelemente.
Das Landesdenkmalamt befand u. a.: „… objekttypischen Backsteinbau der zweiten Hälfte des 19. Jahrhunderts, der sich  auf einem großzügigen Grundstück am westlichen Dorfrand befindet …“
Die Familie von der Hellen waren Rittergutsbesitzer in Wellen. Diedrich von der Hellen (1819–1892) war preußischer Parlamentarier als Mitglied der Nationalliberalen Partei.und der Bauherr des Herrenhauses.
Sein Sohn, der Archivar Eduard von der Hellen (1863–1927), ist auf dem Gut geboren und aufgewachsen. Der Sohn Karl Julius von der Hellen übernahm das Gut.